# Distrikt Laramarca
Der Distrikt Laramarca liegt in der Provinz Huaytará in der Region Huancavelica in Südzentral-Peru. Der Distrikt wurde am 22. Januar 1942 gegründet. Er besitzt eine Fläche von 193 km². Beim Zensus 2017 wurden 883 Einwohner gezählt. Im Jahr 1993 lag die Einwohnerzahl bei 1357, im Jahr 2007 bei 1040. Sitz der Distriktverwaltung ist die 3325 m hoch gelegene Ortschaft Laramarca mit 683 Einwohnern (Stand 2017). Laramarca liegt 51 km südöstlich der Provinzhauptstadt Huaytará.

## Geographische Lage
Der Distrikt Laramarca liegt in der peruanischen Westkordillere im zentralen Süden der Provinz Huaytará. Der Río Grande fließt entlang der südöstlichen Distriktgrenze nach Südwesten und entwässert das Areal.
Der Distrikt Laramarca grenzt im Süden an die Distrikte Ocoyo und Córdova, im Südwesten an den Distrikt San Isidro, im Nordwesten an den Distrikt Santiago de Chocorvos sowie im Osten an den Distrikt Querco.

## Ortschaften
Neben dem Hauptort gibt es folgende größere Ortschaften im Distrikt:
- Poroncocha